# 西岡義高
西岡 義高（にしおか よしたか、1977年〈昭和52年〉5月4日 - ）は、日本の政治家。国民民主党所属の衆議院議員（1期）。

## 来歴
神奈川県横浜市出身。1990年3月に横浜市立名瀬小学校、1993年3月に横浜市立名瀬中学校をそれぞれ卒業。1996年4月に神奈川県立岡津高等学校を経て駒沢大学文学部に入学。
2000年4月の卒業後は横浜日野自動車株式会社に入社。5年間の勤務を経て、2005年に同社を退職。その後、輸入食品・ワイン関連の中小企業数社で勤務。
2023年4月9日執行の神奈川県議会議員選挙に横浜市泉区選挙区から国民民主党公認候補として立候補するも、次点にて落選。
2024年7月に国民民主党衆議院神奈川県第18区総支部長に就任し、同年10月執行の第50回衆議院議員総選挙にて、神奈川18区では立憲民主党の宗野創に敗れるも、比例南関東ブロックより復活当選。

## 人物
特技は空手。極真空手の黒帯を所持している。また、日商簿記2級や高校地歴の教員免許、小型船舶操縦士免許などを所持する。

## 選挙歴
| 当落 | 選挙                       | 執行日         | 年齢 | 選挙区         | 政党       | 得票数    | 得票率 | 定数 | 得票順位 /候補者数 | 政党内比例順位 /政党当選者数 |
| ---- | -------------------------- | -------------- | ---- | -------------- | ---------- | --------- | ------ | ---- | ------------------ | ---------------------------- |
| 落   | 2023年神奈川県議会議員選挙 | 2023年4月9日   | 45   | 横浜市泉区     | 国民民主党 | 8565票    | 16.7%  | 2    | 3/3                | /                            |
| 比当 | 第50回衆議院議員総選挙     | 2024年10月27日 | 47   | 神奈川県第18区 | 国民民主党 | 5万2596票 | 23.5%  | 1    | 2/5                | 3/3                          |